# Provinz Awaji

Provinz Awaji (rot), heute Teil der Präfektur Hyogo

Awaji (jap. 淡路国, Awaji no kuni, früher 淡道) oder Tanshū (淡州) war eine der historischen Provinzen Japans und erstreckte sich über die Inseln Awaji und Nushima zwischen den Hauptinseln Honshū und Shikoku. Heute ist sie Teil der Präfektur Hyōgo.

## Geschichte
Im 7. Jahrhundert wurde die Provinz als Teil der äußeren Region Nankaidō gegründet. Awaji lag zwischen den Provinzen Kii und Awa. Wörtlich heißt Awaji Straße nach Awa, d. h. die Provinz lag vom zentralen Teil Japans aus gesehen auf dem Weg in die Provinz Awa. Die Provinzhauptstadt (kokufu) war wahrscheinlich im modernen Minamiawaji, bislang wurden jedoch keine archäologischen Beweise dafür gefunden.
Awaji war ein üblicher Rückzugsort für politische Exilanten. Kaiser Junnin wurde nach seiner Abdankung bis zu seinem Tode nach Awaji ins Exil geschickt. In der Edo-Zeit herrschte der Hachisuka-Clan in Tokushima über die Provinz. Als das Han-System abgeschafft wurde und die heutigen Präfekturen entstanden, wollten die Bewohner Awajis lieber zur Präfektur Hyōgo und nicht zur Präfektur Tokushima gehören, da es zwischen Tokushima und Awaji politische Differenzen gab.  

## Umfang
Die Provinz Awaji umfasste folgende spätere Landkreise (gun):
- Mihara (三原郡)
- Tsuna (津名郡)